# Белечанка
Белечанка (рум. Bălăceanca) — село у повіті Ілфов в Румунії. Входить до складу комуни Черніка.
Село розташоване на відстані 16 км на схід від Бухареста.

## Населення
За даними перепису населення 2002 року у селі проживала 2181 особа. Усі жителі села рідною мовою назвали румунську.
Національний склад населення села:
| Національність | Кількість осіб | Відсоток |
| -------------- | -------------- | -------- |
| румуни         | 2068           | 94,8%    |
| цигани         | 113            | 5,2%     |